# Ordem do Mérito do Trabalho (Itália)
A Ordem do Mérito do Trabalho foi criada como um ordem nacional de cavalaria, em 1923, pelo rei Vítor Emanuel III da Itália; é atribuída àqueles que mais se distinguiram na agricultura, indústria e comércio, artesanato, crédito e seguros. É uma continuação da anterior Ordem de Mérito Agrário, Industrial e Comercial, criada em 1901. Os membros da ordem podem usar o título de Cavaleiro do Trabalho. O Presidente da República é o chefe da Ordem.
As origens da ordem remontam ao rei Humberto I da Itália que, em 1898, instituiu uma condecoração de mérito agrícola e industrial, e uma medalha de honra. A primeira era exclusiva de grandes latifundiários e industriais, sendo esta última para os seus empregados. Esta foi substituída pela Ordem de Cavalaria do Mérito Agrícola, Industrial e Comercial, em 1901, que foi concebida por Vítor Emanuel III para dar maior dignidade ao prémio anterior.
Composta por um único grau, o de Cavaleiro, a ordem é dirigida a todos os italianos, que vivem em Itália e no estrangeiro. Todos os anos, a 1 de Junho, 25 novos Cavaleiros do Trabalho são investidos de uma lista de 40 candidatos. A Estrela de Mérito do Trabalho, criada em 1923, confere o título de Mestre do Trabalho.
| Fita | Classe    | Ordem                         | Título                |
| ---- | --------- | ----------------------------- | --------------------- |
|      | Cavaleiro | Ordem de Mérito do Trabalho   | Cavaleiro do Trabalho |
|      | Mestre    | Estrela de Mérito do Trabalho | Mestre do Trabalho    |

|                       |
| Fita                  |
| Cavaleiro do Trabalho |

A ordem é concedida por decreto do Presidente da República Italiana, o seu chefe desde 1952, por recomendação do ministro do Desenvolvimento Económico (sucessor do ministro o de Indústria, Comércio e Artesanato). O emblema tem a inscrição "Al Merito del Lavoro-1901"; o monograma "V.E.", anteriormente no centro da cruz grega, foi agora substituído pelo brasão nacional.
Em 1977, aquele que foi depois Presidente do Conselho de Ministros por três vezes, Silvio Berlusconi, foi nomeado para o ordem pelo então Presidente da República, Giovanni Leone.